# Aerofilms
Aerofilms Ltd — первая в Великобритании коммерческая компания, занимавшаяся аэрофотосъемкой. Основана в 1919 году Фрэнсис Уиллсом и Клодом Грэмом Уайтом. Уиллс во время Первой мировой войны служил наблюдателем в военно-морской авиации, он стал главной движущей силой компании, превратившей её из небольшого бизнеса в межнациональную компанию с крупными контрактами в Великобритании, Африке и Азии. Уайт был пионером авиации, получившим известность за первый ночной полёт в 1910 году.

## История
Компания начала деятельность на аэродроме в Эджвере, использовав для полётов самолёт Лондонской лётной школы. Впоследствии для съёмок был нанят самолёт Airco DH.9 вместе с пилотом Аланом Кобемом. В первые годы существования Aerofilms сотрудничала с кинооператором Клодом Фриз-Грином. С 1921 года компания осуществляла плановую съёмку в целях межевания и картографирования. В 1930-х годах она стала пионером фотограмметрии, одним из её клиентов было Национальное агентство картографии Великобритании. Однако основным источником доходов Aerofilms в ранние годы были перспективные фотографии, которые продавались изготовителям почтовых открыток.
В 1925 году контроль над Aerofilms получила Aircraft Operating Company. Благодаря этому деятельность компании расширилась, а штаб-квартира переехала в Хендон.
В 1940 году сотрудники и оборудование Aerofilms были мобилизованы на военную службу, сформировав Allied Photographic Interpretation Unit в Медменеме. В это же время компанией заинтересовался Перси Хантинг, который приобрёл её в 1942 году. После войны Aerofilms, вошедшая в Hunting Group of Companies, специализировалась на перспективной аэрофотосъёмке, а плановой занималась Hunting Aerosurveys.
Послевоенное восстановление и промышленный рост обеспечили Aerofilms и Hunting Surveys большим объёмом работы, что привело к созданию обширной библиотеки исторической аэрофотосъемки.
В отличие от других фотографических библиотек, значительный процент фотографий Aerofilms перешёл общественное достояние, несмотря на неистекший срок авторского права. Компания рассылала фотографии в публичные библиотеки, в которых их можно найти по сегодняшний день. Наиболее интересные фотографии были воспроизведены в виде открыток в период с 1920-х по 1980-е годы. В дополнение к собственному архиву, Aerofilms приобрела две небольшие фотоколлекции компаний AeroPictorial (1934—1960) и Airviews (1947—1991).
В 1997 году материнская компания Simmons Mapping (UK) Ltd приобрела Aerofilms, и в 2001 году обе компании были преобразованы в Simmons Aerofilms Ltd. В 2005 году вновь образованную компанию купила норвежская компания Blom, сменившая её название на Blom Aerofilms / Blom UK. В июне 2007 года Blom уступила коллекцию перспективных аэрофотоснимков Комиссии по историческим зданиям и памятникам Англии, Королевской комиссии по древним и историческим памятникам Шотландии (RCAHMS) и Королевской комиссии по древним и историческим памятникам Уэльса (RCAHMW). Средства на покупку коллекции были получены за счёт пожертвований и взносов Мемориального фонда национального наследия и Фонда друзей Национальной библиотеки. Плановые снимки по-прежнему доступны через Blom UK.

## Публикация фотографий
Фотографии Aerofilms использовались в книгах, посвящённых географии, топографии и путешествиям. Ими проиллюстрированы, в частности, The Aerofilms Book of England from the Air (1988) и Coastlines from the Air (1996). Помимо этого, снимки использованы в серии Aerofilms Guide: Football Grounds, дебютировавшей в 1993 года с ежегодным появлением новых выпусков. Другим примером использования продукции компании может служить заставка из видов Восточного Лондона в сериале Би-би-си «Жители Ист-Энда». Архивные фотографии опубликованы в книге 2008 года British Seaside Piers Ричарда Райдинга и Криса Моусона, бывшего библиотекаря Aerofilms.
Aerofilms Historic Collection — коллекция перспективных аэрофотоснимков Великобритании. В настоящее время она включает 1,26 млн негативов и более 2000 фотоальбомов (в 1995 году The Times писала, что в коллекцию Aerofilms входит 1,12 млн фотографий, охватывающих 75 лет). Она содержит самую обширную коллекцию фотографий Великобритании до 1939 года. Съёмка охватывала сельскую местность, промышленные и городские районы, археологические памятники и исторические здания, запечатлела хронологию роста новых городов и распространение автомобильных дорог. На снимка представлены почти все общины страны, многие показаны на протяжении десятилетий.
Альбомы фотографий хранятся в Англии, Уэльсе и Шотландии в соответствии с содержанием. В Англии негативы, альбомы и сопутствующие документы находятся в специализированном хранилище Английского исторического архива в Суиндоне.